# Paul Botha
Paul Botha (Sudáfrica, 1 de enero de 1998) es un atleta sudafricano especializado en la prueba de lanzamiento de jabalina, en la que consiguió ser campeón mundial juvenil en 2015.

## Carrera deportiva
En el Campeonato Mundial Juvenil de Atletismo de 2015 ganó la medalla de oro en el lanzamiento de jabalina, llegando hasta los 78.49 segundos, por delante del alemán Niklas Kaul (plata con 78.05 metros) y el uzbeko Vladislav Palyunin (bronce con 76.77 metros).